# Bahreïn aux Jeux olympiques
Bahreïn participe aux Jeux olympiques pour la première fois en 1984 et envoie des athlètes à chaque jeux depuis cette date. Le pays n'a jamais participé aux Jeux d'hiver. 
Le Comité national olympique bahreïnite a été créé en 1978 et a été reconnu par le Comité international olympique (CIO) l'année suivante.
Maryam Yusuf Jamal, médaillée d'or sur 1500 mètres aux Jeux de 2012, est la première médaillée olympique de Bahreïn.
Aux Jeux olympiques d'été de 2016, Ruth Jebet remporte la médaille d'or sur 3000 mètres steeple et Eunice Kirwa est médaillée d'argent au marathon.